# The Ballad of Lucy Jordan
«The Ballad of Lucy Jordan» — песня американского поэта и автора песен Шела Сильверстайна. Первоначально была записана Dr. Hook & the Medicine Show под названием «Jordon». В песне описывается разочарование и душевное истощение домохозяйки из предместья, которая взбирается на крышу дома, когда «смех стал слишком громким».

## Версия Марианны Фейтфулл

### О песне
Песня была записана английской певицей Марианной Фейтфулл для её альбома 1979 года Broken English. Эта версия была выпущена как сингл в октябре 1979 года и стала одной из её песен, попавших в самые высокие чарты. Была включена в саундтреки к фильмам «Монтенегро», «Проклятие» и «Тельма и Луиза». Фейтфулл также исполнила песню во время выступления в качестве гостя в эпизоде четвёртого сезона сериала «Ещё по одной» «Дурак», в котором Бог (Фэйтфулл) поёт песню во сне сидящей на диете несчастной Эдине. В 2016 году версия Фейтфулл была использована в финале сезона «Американской история ужасов: Отель».
В интервью передачи телеканала ITV The South Bank Show, транслировавшейся 24 июня 2007 года Фейтфулл сказала, что в её трактовке Люси взбирается на крышу, но тут «человек, протянувший ей руку», увозит её на машине скорой помощи («long white car») в психиатрическую больницу, а заключительные строки («At the age of thirty-seven she knew she’d found forever / As she rode along through Paris with the warm wind in her hair…») — это в действительности то, что возникает в её воображении в больнице. Столь же фаталистическая тема и у фильма «Тельма и Луиза».

### Отзывы критиков
Smash Hits написал: «Дебби Харри шестидесятых возвращается на винил с действительно выдающимся предложением, версией старого номера Doctor Hook с их плывущим синтезатором. Если угодно, это звучит так, как звучала бы Долли Партон при продюсировании Брайана Ино. Только лучше».
AllMusic отметил, что «неброское пение Фейтфулл в сопровождении единственного синтезатора излучает жуткую искренность на протяжении всей песни. Эта хрупкость помогает выстроить в песне ощущение фантазии-реальности и являет Фейтфулл в момент наибольшей откровенности.» Pitchfork упомянул «боль в её надломленном голосе.»
The Arts Desk отметил: «Что и говорить, она (песня) была до боли созвучна тем тучам, что сгущались над музыкой, когда прошло время панка.»

### Участники записи
- Марианна Фейтфулл — вокал
- Стив Уинвуд — синтезатор

### Чарты
| Чарт (1979-80)                     | Высшая позиция |
| ---------------------------------- | -------------- |
| Австралия (ARIA)                   | 18             |
| Австрия (Ö3 Austria Top 40)        | 2              |
| Бельгия/Валлония (Ultratop 50)     | 7              |
| Франция (SNEP)                     | 17             |
| Нидерланды (Dutch Top 40)          | 19             |
| Новая Зеландия (Recorded Music NZ) | 20             |
| ЮАР (Springbok Radio SA Top 20)    | 4              |
| Швейцария (Schweizer Hitparade)    | 5              |
| Великобритания (OCC UK Singles)    | 48             |
| ФРГ (GfK)                          | 5              |

## Прочие кавер-версии
- 1975: Джонни Даррелл[англ.] на своём альбоме Water Glass Full Of Whiskey
- 1976: Ли Хезлвуд на своём альбоме 20th Century Lee
- 1996: Белинда Карлайл на своём альбоме A Woman and a Man[англ.]
- 2000: Дэннис Локорриер[англ.] на альбоме Out of the Dark (как вокалист Dr. Hook, он исполнил ранее оригинальную версию песни)
- 2005: Бобби Бэр[англ.] на своём альбоме The Moon Was Blue
- 2010: Люсинда Уильямс на трибьют-альбоме Шела Сильверстайна Twistable Turnable Man
- 2017: Кикки Даниэльссон на своём альбоме Portrait of a Painted Lady[англ.][16].